# 榎本哲也
榎本 哲也（えのもと てつや、1983年5月2日 - ）は、神奈川県川崎市幸区出身の元プロサッカー選手、サッカー指導者。現役時代のポジションはゴールキーパー。

## 来歴
小学3年生のときに横浜マリノスプライマリー新子安に加入、以降ずっと横浜F・マリノスのアカデミーで育ち、2002年にトップチームに昇格。
2003年のJ1ファーストステージ開幕戦のジュビロ磐田戦でデビュー。J1セカンドステージ、優勝が懸かった最終節の磐田戦で前半16分、フィードキックを邪魔されたとしてグラウのラフプレーから小競り合いを起こしレッドカードで退場、下川健一が緊急出場した。
2007年、それまでのマリノスの正GKだった榎本達也の退団により背番号を21から1に変更し、新守護神に定着。しかし、2009年からは飯倉大樹の台頭により出場機会が減少。2010年と2011年は2年連続でリーグ戦の出場がなかった。
秋元陽太が愛媛FCに移籍し、アビスパ福岡から六反勇治が加入した2012年も飯倉の控えとして過ごしていたが、3連敗で迎えた9月22日の鹿島アントラーズ戦で約3年ぶりにリーグ戦の出場機会を得ると2-1での勝利に貢献。その後もスタメン出場を続けた。
2013年は4年ぶりに開幕スタメンを務めた。5年ぶりに30試合以上に出場（33試合）し、再びレギュラーを取り戻した。10月度のJリーグ月間MVPを受賞した。
2015年シーズンはレギュラーの座を飯倉に奪われ、2016年シーズン限りでクラブから契約非更改の見通しであることを伝えられた。しかし2016年5月14日の鹿島アントラーズ戦で飯倉が負傷し、その後のリーグ戦はレギュラーとして活躍し、J1通算238試合(21207分)240失点で1試合の防御率「1.018」で史上2位の記録を残した。クラブからは契約延長のオファーを受けたが、その提示内容は単年契約かつコーチ兼任というものであり、榎本は「兼任ということは来季の構想に入っていないのとほぼイコールだなと受け取りました。」と語り、榎本の事を高く評価し、獲得に対し十分すぎるほどの誠意を感じた浦和への移籍を決意。
2017年1月7日、浦和レッズへの移籍が発表された。しかし日本代表の西川周作の存在もありリーグ戦の出場は無かった。
続く2018シーズンは若手の福島春樹が台頭したこともあってベンチから外れる試合も増えた。
2018年12月25日、横浜FMユース時代に指導を受けた安達監督が率いる、カターレ富山への移籍が発表された。
2020年2月、現役引退が発表された。
現役引退後は横浜F・マリノスのスクールコーチを務め、2021シーズンよりトップチームのアシスタントGKコーチに就任。

## 所属クラブ
ユース経歴
- 1992年 - 1995年 横浜マリノスプライマリー新子安 (川崎市立南河原小学校)
- 1996年 - 1998年 横浜マリノスジュニアユース (川崎市立南河原中学校)
- 1999年 - 2001年 横浜F・マリノスユース (武相高等学校)

プロ経歴
- 2002年 - 2016年  横浜F・マリノス
- 2017年 - 2018年  浦和レッズ
- 2019年  カターレ富山

## 個人成績
| 国内大会個人成績 | 国内大会個人成績 | 国内大会個人成績 | 国内大会個人成績 | 国内大会個人成績 | 国内大会個人成績 | 国内大会個人成績 | 国内大会個人成績 | 国内大会個人成績 | 国内大会個人成績 | 国内大会個人成績 | 国内大会個人成績 |
| 年度             | クラブ           | 背番号           | リーグ           | リーグ戦         | リーグ戦         | リーグ杯         | リーグ杯         | オープン杯       | オープン杯       | 期間通算         | 期間通算         |
| 年度             | クラブ           | 背番号           | リーグ           | 出場             | 得点             | 出場             | 得点             | 出場             | 得点             | 出場             | 得点             |
| 日本             | 日本             | 日本             | 日本             | リーグ戦         | リーグ戦         | リーグ杯         | リーグ杯         | 天皇杯           | 天皇杯           | 期間通算         | 期間通算         |
| ---------------- | ---------------- | ---------------- | ---------------- | ---------------- | ---------------- | ---------------- | ---------------- | ---------------- | ---------------- | ---------------- | ---------------- |
| 2002             | 横浜FM           | 21               | J1               | 0                | 0                | 0                | 0                | 0                | 0                | 0                | 0                |
| 2003             | 横浜FM           | 21               | J1               | 15               | 0                | 4                | 0                | 0                | 0                | 19               | 0                |
| 2004             | 横浜FM           | 21               | J1               | 0                | 0                | 3                | 0                | 1                | 0                | 4                | 0                |
| 2005             | 横浜FM           | 21               | J1               | 23               | 0                | 2                | 0                | 1                | 0                | 26               | 0                |
| 2006             | 横浜FM           | 21               | J1               | 16               | 0                | 5                | 0                | 3                | 0                | 24               | 0                |
| 2007             | 横浜FM           | 1                | J1               | 33               | 0                | 9                | 0                | 2                | 0                | 44               | 0                |
| 2008             | 横浜FM           | 1                | J1               | 31               | 0                | 8                | 0                | 4                | 0                | 43               | 0                |
| 2009             | 横浜FM           | 1                | J1               | 14               | 0                | 4                | 0                | 0                | 0                | 18               | 0                |
| 2010             | 横浜FM           | 1                | J1               | 0                | 0                | 1                | 0                | 0                | 0                | 1                | 0                |
| 2011             | 横浜FM           | 1                | J1               | 0                | 0                | 0                | 0                | 1                | 0                | 1                | 0                |
| 2012             | 横浜FM           | 1                | J1               | 7                | 0                | 0                | 0                | 1                | 0                | 8                | 0                |
| 2013             | 横浜FM           | 1                | J1               | 33               | 0                | 8                | 0                | 5                | 0                | 46               | 0                |
| 2014             | 横浜FM           | 1                | J1               | 34               | 0                | 2                | 0                | 0                | 0                | 36               | 0                |
| 2015             | 横浜FM           | 1                | J1               | 9                | 0                | 3                | 0                | 0                | 0                | 12               | 0                |
| 2016             | 横浜FM           | 1                | J1               | 23               | 0                | 10               | 0                | 3                | 0                | 36               | 0                |
| 2017             | 浦和             | 25               | J1               | 0                | 0                | 0                | 0                | 3                | 0                | 3                | 0                |
| 2018             | 浦和             | 25               | J1               | 0                | 0                | 0                | 0                | 0                | 0                | 0                | 0                |
| 2019             | 富山             | 1                | J3               | 27               | 0                | -                | -                | 0                | 0                | 27               | 0                |
| 通算             | 日本             | 日本             | J1               | 238              | 0                | 59               | 0                | 24               | 0                | 321              | 0                |
| 通算             | 日本             | 日本             | J3               | 27               | 0                | -                | -                | 0                | 0                | 27               | 0                |
| 総通算           | 総通算           | 総通算           | 総通算           | 265              | 0                | 59               | 0                | 24               | 0                | 348              | 0                |

その他の公式戦
- 2014年
  - FUJI XEROX SUPER CUP 1試合0得点

| 国際大会個人成績 | 国際大会個人成績 | 国際大会個人成績 | 国際大会個人成績 | 国際大会個人成績 | FIFA      | FIFA      |
| 年度             | クラブ           | 背番号           | 出場             | 得点             | 出場      | 得点      |
| AFC              | AFC              | AFC              | ACL              | ACL              | クラブW杯 | クラブW杯 |
| ---------------- | ---------------- | ---------------- | ---------------- | ---------------- | --------- | --------- |
| 2004             | 横浜FM           | 21               | 1                | 0                | -         | -         |
| 2005             | 横浜FM           | 21               | 4                | 0                | -         | -         |
| 2014             | 横浜FM           | 1                | 6                | 0                | -         | -         |
| 2017             | 浦和             | 25               | 1                | 0                | 0         | 0         |
| 通算             | AFC              | AFC              | 12               | 0                | 0         | 0         |

その他の国際公式戦
- 2017年
  - スルガ銀行チャンピオンシップ 1試合0得点
- 2003年3月21日 - プロデビュー（Jリーグ） - ジュビロ磐田戦（エコパスタジアム）

## 指導歴
- 2020年 - 横浜F・マリノス
  - 2020年 スクールコーチ
  - 2021年 - 2025年6月 トップチーム アシスタントGKコーチ
  - 2025年6月 - トップチーム GKコーチ

## タイトル

### クラブ
横浜F・マリノス
- J1リーグ：2回（2003年、2004年）
- J1リーグ 1stステージ：2回（2003年、2004年）
- J1リーグ 2ndステージ：1回（2003年）
- 天皇杯全日本サッカー選手権大会：1回（2013年）

浦和レッズ
- 天皇杯全日本サッカー選手権大会：1回（2018年）
- AFCチャンピオンズリーグ：1回（2017年）
- スルガ銀行チャンピオンシップ：1回（2017年）

### 個人
- J1リーグ月間MVP：1回（2013年10月）

## 出演

### CM
- 日産自動車「NOTE」（2015年）